# Tetracanthella lichnidis
Tetracanthella lichnidis är en urinsektsart som beskrevs av Bagnall 1949. Tetracanthella lichnidis ingår i släktet Tetracanthella och familjen Isotomidae. Inga underarter finns listade i Catalogue of Life.